# Постапокаліпсис

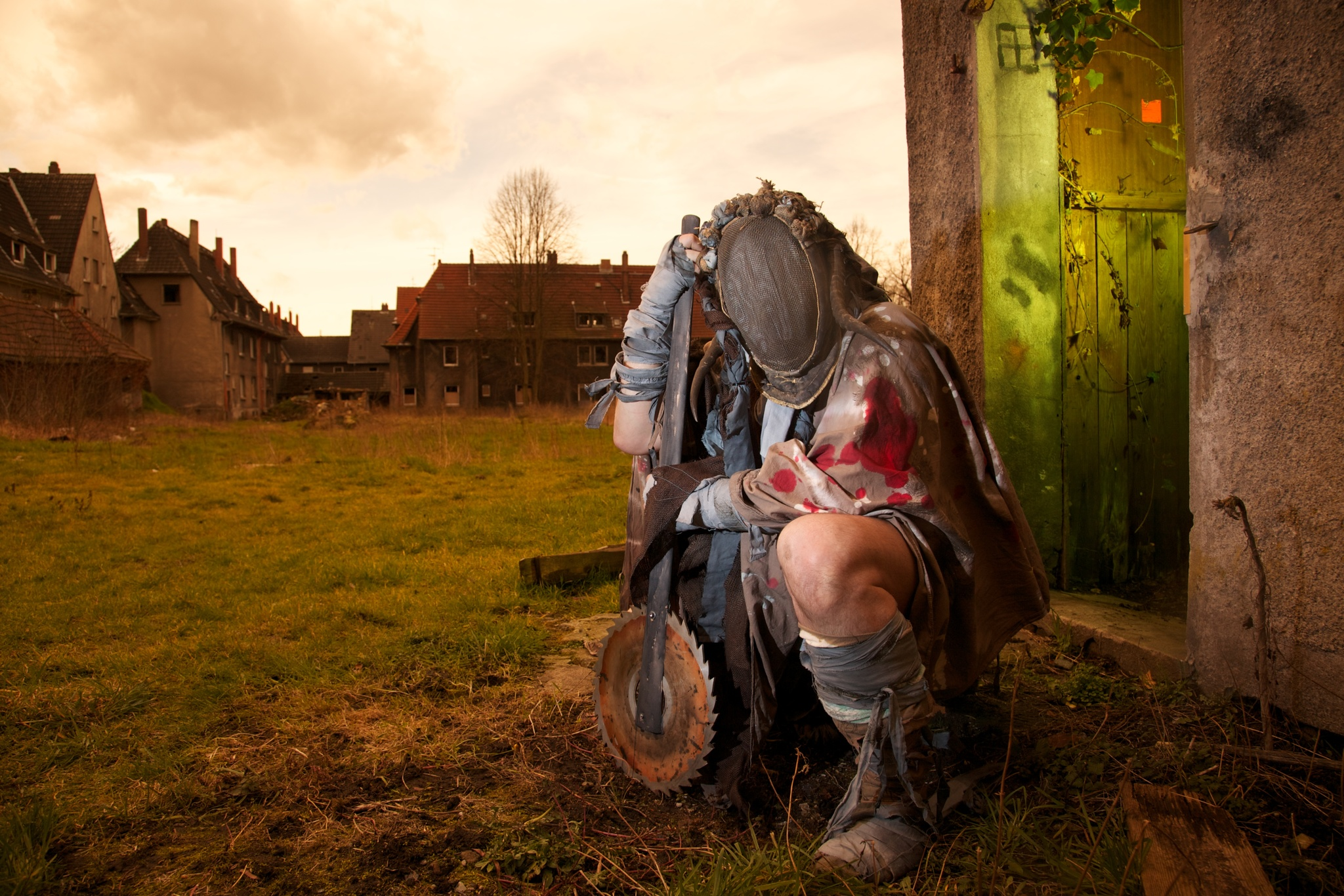
Рольовий гравець онлайн у постапокаліптичній грі

Постапокаліпсис або постапокаліптика (англ. post-apocalyptic, від грецьк. apokaeypsis — одкровення) — піджанр фантастики, в якому дія розвивається у світі після якої-небудь глобальної катастрофи. Така катастрофа може мати як наукову основу — третя світова війна з застосуванням зброї масового ураження, падіння астероїда, пандемія тощо, так і міфічно-релігійну — вторгнення надприродних істот, катастрофічний вплив магії. В контексті оповіді розглядається зріз сучасної дійсності через призму сприйняття жителів світу, що зазнав катастрофи. Часові рамки можуть охоплювати події відразу ж після катастрофи, зосередивши увагу на стражданнях або психології людей, які пережили цю катастрофу або значно пізніше, часто включаючи тему, що попередні цивілізації забуті чи міфологізовані. Постапокаліптичні історії часто відбуваються в майбутньому світу, де технології забуті та постають реліквіями давнини.
Жанр набув популярності після Другої світової війни, коли можливість глобальної анігіляції ядерної зброї увійшла в суспільну свідомість. Проте, впізнавані апокаліптичні романи існували з першої чверті 19-го століття, коли вперше був опублікований твір Мері Шеллі «Остання людина».
Постапокаліптичним називають також творчий стиль, що створює настрій пустельності, самоти і жаху через картини покинутої зруйнованої техніки та будівель. Постапокаліптичними можна назвати і образи місць «локальних катастроф» — наприклад, покинуті території, які у великій кількості залишилися на території Радянського Союзу після його розпаду — з напівзруйнованими будівлями, зарослими травою з іржавими остовами техніки і механізмів. До цієї гілки постапокаліпсису належать і образ «безлюдних просторів» Крапивіна, і «Зона» братів Стругацьких.
«Нова хвиля» фантастики додала до постапокаліптичного пейзажу банди рокерів («Долина прокльонів» Роджера Желязни) — риса, популяризована в найвідоміших творах жанру — серія фільмів «Шалений Макс» і серія відеоігор «Fallout».

### Стародавні попередники
Численні суспільства, в тому числі вавилонське і юдейське, створювали апокаліптичну літературу і міфологію в якій йшлося про кінці світу і людського суспільства. Епос про Гільгамеша, написаний близько 2000—1500 до н. е., детальний міф, де сердиті боги відправили повені, щоб покарати людство, але древній герой Утнапіштім і його сім'я були збережені завдяки втручанню бога Еа. У Біблії історія Ноя і його ковчега описує кінець корумпованої цивілізації та її заміну та перетворення усього світу. Найвідомішим є Книга Одкровення (від якого походить слово апокаліпсис, що звідки вийшло це слово, означає «одкровення таємниці»), яка заповнена пророцтвами знищення людства, а також філософського бачення. У першій главі Одкровення, автора Іоанна Богослова пояснюється своє божественне доручення: «напиши, що ти бачив, те, що є, і те, що буде після цього» (Одкровення 1:19). Він сприймає це як свою місію, щоб передати-виявити-в царство Боже Його обіцянку, що справедливість восторжествує і що страждання буде виправдана (Лі). Апокаліпсис забезпечує прекрасне бачення Судного дня, відкриваючи Божу обітницю відкуплення від страждань і боротьби. Одкровення описує нове небо та землю нову, для його цільової аудиторії (християн при переслідуванні Римської імперії, для яких Іван написав листи, які становлять книгу) були зачаровані і натхненні, а не в жаху від бачення Судного дня. Ці християни вважали себе обраними для Божого спасіння, і тому такі апокаліптичні почуття вселили оптимізм і ностальгію про «кінець часів».

### Попередні роки до 1900-х років
Письменниця Мері Шеллі у 1826 році написала роман «Остання людина», що вважається першим твором сучасної апокаліптичної фантастики. Історія про групу людей, як вони борються, щоб вижити в світі, ураженому чумою. Історія зосереджується на чоловіку, який щосили намагається зберегти свою сім'ю у безпеці, але неминуче залишається останньою живою людиною.
Також Едгар Аллан По у 1839 році написав розповідь «Розмова Ейрос і Чарміон» про розмову між двома душами в загробному житті, як вони обговорюють знищення світу. Руйнування було викликано кометою, що видалила азот з атмосфери Землі; залишивши тільки кисень і призвело до всесвітнього пекла.
У 1885 році роман «Після Лондону» письменника Річарда Джеффріса, може бути визначений як справжній пост-апокаліптичний фантастичний роман. Після раптової і невизначеної катастрофи, безлюдна Англія, сільська місцевість повертається до природи, зникаючи, і мало хто вижив; люди повернулися до квазі-середньовічного способу життя. Перші глави складатися тільки з опису природи регенераційної Англії: поля стають лісом, домашні тварини стають дикими, дороги і міста заростають чагарником, Лондон повертається до стану озера і отруйних боліт. Інша частина історії є прямою пригодою/квестом встановленого багато років по тому в дикому ландшафті нового суспільства, але перші розділи стали прикладом для багатьох пізніших історій наукової фантастики постапокаліптичного жанру.
Ґерберт Веллс написав кілька романів, які мають постапокаліптичну тему. Опублікований в 1895 році, короткий роман Уеллса Машина часу має неназваного героя, де йде рік 802701 AD після смерті цивілізації, і людство було розділено на два окремих види, в мирних Елой і жорстоких Морлоків. Пізніше у цій історії, мандрівник у часі рухається вперед до вмираючої Землі під опухлі, червоні сонця. За романом був відзнятий однойменний фільм Машина часу, спочатку у 1960 році, а потім у 2002 році. Уеллса у 1898 році в романі Війна світів зображує вторгнення на Землю жителів планети Марс. Прибульці систематично руйнують вікторіанську Англію сучасною зброєю, встановлених на майже непорушних транспортних засобах. Завдяки знаменитій Війна світів (радіо драма) радіо адаптації з роману Орсона Уеллса на його шоу Повітряний театр Меркурія, роман став одним з найвідоміших ранніх апокаліптичних творів. Згодом він був відтворений або адаптований кілька разів у фільмах, телепрограмах, радіопрограмах, музиці і відеоіграх.

### Після 1900-х років

#### Війна
Див. також: Ядерна зброя в популярній культурі; Ядерний голокост в популярній культурі; Список фантастики ядерного голокосту; Третя світова війна в популярній культурі.
Повісті та оповідання
Стівен Вінсент Бене у історії 1937 року При ріках Вавілона (спочатку під назвою The Place Gods), молода людина досліджує руїни міста на північному сході США, можливо у Нью-Йорку. Де живе післявоєнне покоління у руїнах, після застосування зброї майбутнього, викликаного війною.
У 1987 році Павло Бріанс опублікував Ядерне покоління: атомна війна в художній літературі — дослідження, яке розглядає атомну війну в коротких оповіданнях, романах і фільмах між 1895 і 1984 роками.
Оскільки ця міра руйнування вже не є уявною після Хіросіми і Нагасакі, деякі з нових робіт, таких як Мордехая Рошвальда Рівень 7, Невіла Шюта На пляжі, Пета Франка Шкода, Вавилон і Роберта МакКаммона Лебедина пісня, уникають уявну науку і техніку, які є ідентифікаційними ознаками загальної наукової фантастики. Інші автори включають фантастичніші елементи, такі як мутанти, інопланетні загарбники, або екзотичну зброю майбутнього, бо наприклад Джеймс Акслер у Deathlands.
Оригінальною є робота в цьому суб-жанрі Волтера Міллера Кантика за Лейбовіцем (1959), в якому рецидивуюча католицька церква, псевдо-середньовічне суспільство, і повторне відкриття відомого раніше Голокосту у світі є центральною темою. Рассел Хобанс у Рідлі Вокер (1980) також має релігійні або містичні теми сюжету, в той час як Орсон Скотт Кард у постапокаліптичній антології Народ з Фрінж вигадав угоду з американськими мормонами після ядерної війни.
За деякими теоретиками, атомне бомбардування Хіросіми і Нагасакі в 1945 році дуже вплинуло на Японську поп-культуру, що включило багато апокаліптичних тем у японському суспільстві. Велика частина Японської манга і аніме наповнені апокаліптичними образами зокрема, фільм 1954 року Gojira (латинізується як Годзілла), зображує монстра як аналогію ядерної зброї, щось з роду японських байок.
Джудіт Мерріл в першу своєму романі Тінь на печі, опублікованому в 1950 році, є одним з ключових в історії жанру пост-ядерного голокосту. Це один з найбільш ранніх романів Після Другої світової війни, що має справу з пост-ядерним голокостом у світі. Роман розповідає про поневіряння молодої домогосподарки і матері двох дітей, як вона щосили намагається вижити в світі, назавжди зміненому жахами ядерної атаки.
Деякі твори Рея Бредбері у циклі новел Марсіанські хроніки події відбудеться до або, під час і після ядерної війни на Землі чи на Марсі. Люди біжать з Землі і оселяються на Марсі, але є постійні конфлікти з корінними марсіанами. Деякі з цих історій були адаптовані до інших форматів ЗМІ.
Опублікований в 1952 році твір, Андре Нортон Зірка людська (також знаний як Світанок 2250), є раннім романом про пост-ядерну війну, сюжет відбувається навколо молодої людини, Форса, який в пошуках втрачених знань. Форс починає свій квест у Артурі через спустошений радіацією пейзаж за допомогою телепатичного мутанта-кішки. Він зустрічає мутованих істот, званих «звірі-речі», які є, можливо, виродженою формою людини.
Пол Андерсон у серії Мавраї та Кит (1959—1983), де події відбувається після ядерної війни, і його було нагороджено Hugo і Прометеєм за історії — Немає миру з королями, де події відбувається після катастрофічних війн. Обидва сюжети показують взаємодії між різними видами та соціальними формами товариств, сформованих у віках відновлення.
Роберт Гайнлайн у романі 1964 року Вільні володіння Фарнхема — це розповідь про групу людей, які пережили ядерний вибух. Група переживає атаки в бункері, але потрапляють до майбутнього, в якому африканці вимерли.
У 2003 році дитячий письменник Жанна ДюПрау випустила Місто Ембер, який був першим з чотирьох книг в пост-апокаліптичній серії для підлітків. Фільм-адаптація була однойменною — Місто Ембер, відтоді було знято в головній ролі з Білл Мюррей і Сірша Ронан.
Вільям У. Джонстон написав серію книг між 1983 і 2003 роками (35 книг усього, що містить слово «Попіл» у назві) про ліквідацію наслідків в усьому світі ядерної і біологічної війни.
Опублікований в 1970 році The Incredible Tide по Олександру Кею, сюжет відбувається через багато років після Третьої світової війни. Зброя, використана не ядерна, але ультра-магнітна, що розірвала і потопила континенти. Розповідь була адаптована в аніме Конан — хлопчик з майбутнього (1978).
Девід Брін у 1985 році написав роман Листоноша, де дії відбувається в Америці, де одні намагаються відновити цивілізацію після «Doomwar». Він виграв Премія пам'яті Джона Кемпбелла «за найкращий науково-фантастичний роман» і Locus Award «за найкращий науково-фантастичний роман» і був відзнятий також фільм Листоноша.
Телебачення
У 1936 році Герберт Веллс адаптував свій роман Форма прийдешнього у фільм Прийдешнє за участю спецефектів Рея Херріхаусена. У фільмі, Англія перетворилися на руїни, внаслідок тривалої хімічного і біологічного війни. Ті, що вижили, живуть під владою місцевого воєначальника, який рейдує своїх сусідів у спробі отримати свій флот повітряних винищувачів знову. Зрештою, ті інженери, що вижили створити технологічну утопію.
1983 року ABC зробив для телебачення фільм Післязавтра, що має сюжетну лінію з ядерної війни між НАТО і ОВД, зосередивши увагу на групі людей, що намагаються вижити в і після обміну ядерними ударами.
Також CBS транслював серіал Єрихон в 2006—2008 роках, який був присвячений виживання міста після того, як 23 американські міста були зруйновані ядерною зброєю.
У 1965 році BBC транслював Військова гра, але він вважався занадто жахливим тоді, щоб транслювати в той час; трансляція відбулася тільки в 1985 році, тоді було показано повністю.
Сюжет зображує ядерний удар по Великій Британії і його наслідки, зокрема, зусилля громадської оборонної системи навести лад.
У La Jetée (1962) маємо справу з мандрівником в часі, що вирушає в минуле, щоб допомогти людям в пост-апокаліптичному майбутньому відновити цивілізацію після ядерної війни, що знищує більшу частину світу. Цей фільм був частково перероблений в 1996 році у фільм 12 мавп.
У 1984 році програма телебачення BBC Теми зображує життя до, під час і після детонації радянської атомної бомби над Шеффілді, Англія.
Фільм «Термінатор» зображує штучний інтелект, що називається Скайнет, що стає самосвідомістю в 1996 році і намагаються знищити людство, створюючи ядерну війну між США і РФ, що призводить до загибелі трьох мільярдів чоловік. Багато з яких залишилися в живих зрештою щоб об'єднатися, і знищити Скайнет і армію роботів (так званий «термінаторів»). Наступним лідером опору у сюжеті стає Джон Коннор і його мати, Сара Коннор, і показуються їх пригоди до і після ядерного удару (так званий «Судний день» в серії фільмів).
У серіалі Cartoon Network Час пригод дія сюжету відбувається через чотири тисячі років у майбутньому після ядерної війни (називають «The Great Mushroom war»), де колись існувала, але зрештою забулась і була відтворена магія і люди майже знищили усі види істот, які мали своє місце на Землі.
Том Хенкс у 2011 році в вебсеріалі Electric City — це історія, заснована на пост-апокаліптичному світі. У цьому світі, група матріархів («В'язання товариство») керують альтруїстичним, але гнітючим суспільством, щоб протистояти наслідкам жорстокої війни, яка скочує вниз сучасну цивілізацію. Проте, з часом, навіть цей новий «утопічний» порядок, в кінцевому рахунку підпадає під сумнів жителів нового суспільства.
Відеоігри
У комп'ютерній грі Wasteland ядерна війна сталася в 1998 році, залишивши пустку на своєму шляху. Гра зосереджується навколо партії керованих гравцем пустельних рейнджерів. Продовження, Wasteland 2, було випущено у 2014 році.
Fallout, тривалий ряд постапокаліптичних відеоігор, вперше опублікованих у 1997 році, фокусується на світі після масованої ядерної війни, що руйнує більшість великих держав в 2077 році. Ігри як правило, засновані навколо «склепінь» безпечних підземних бункерів для довгострокового виживання і пусток для досліджування, в таких місцях, як Каліфорнія або Вашингтон.
У Метро 2033, Ядерна війна відбувається наприкінці 2013 року — Росія була закидана атомними бомбами, викликаючи сильну радіацію по Москві, змусивши тих людей, що вижили жити під землею в станціях метро від смертоносного впливу радіації на поверхні. Багато тварин і людей, що залишилися на зовні мутували у істот, відомих як Темні, що залишилися за межами сховищ протягом наступних 20 років. У цю гру грали з точки зору Артема, 20-річного чоловіка годувальника і один з первістків в метро. Дія гри розгортається в пост-апокаліптичній Москві, переважно усередині системи метро, але деякі місії мають гравців відправляти на поверхню, яка сильно опромінена і протигаз необхідно носити в будь-який час через токсичне повітрі.

### Пандемія
Мері Шеллі у романі Остання людина, що опублікований в 1826 році, події розташовані в кінці двадцять першого століття. Це хроніка групи друзів, на основі Лорда Байрона, Персі Шеллі Шеллі та інших, де рухаючись через Європу, чума вбиває велику частину населення земної кулі.
Роман Шарлатова чума написаний Джеком Лондоном, опублікований в 1912 році, події відбуваються в Сан-Франциско в 2073 році, через шістдесят років після чуми, від якої великою мірою планета обезлюдніла.
Написана в 1949 році Джорджем Р. Стюартом книга Земля потерпає — це історія про людину, яка залишається у великій цивілізації без людей, яка була знищена хворобами. Повільно невелика громада утворюється навколо нього, і він бореться, щоб почати нову цивілізацію і зберегти знання та освіту.
Порожній світ — є романом 1977 року Джона Крістофера про хлопчика-підлітка, який переживає чуму, яка знищує більшу частину населення світу.
Спочатку опублікований в 1978 році роман, Стівена Кінга Протистояння є одіссеєю невеликого числа людей, що залишилися в живих після всесвітньої пандемії грипу.
Написаний в 1984 році роман, під назвою Поява авторства Девіда Р. Палмера освітлює події у світі, де штучна чума знищує переважну більшість населення світу. Роман був номінований на кілька нагород і виграв в 1985 році Премію Комптона Крука.
Написана в 1995 році книга, автора Жозе Сарамагу, під назвою Сліпота — розповідає історію міста або країни, в якій масова епідемія сліпоти руйнує соціальну тканину. Історія була адаптована у фільм Сліпота в 2008 році.
Опублікований в 2003 році під назвою Орикс і Деркач роман Маргарет Етвуд, розповідає про події після генетичномодифікованого вірусу, що стирає все населення до головного героя і невеликої групи людей, які також є генетично модифікованим винятком. Серія ретроспективних кадрів, що зображують світ пояснює події, що призвели до апокаліпсису. Цей роман був також номінований на Букерівську Премію. Продовження Рік Потопу було опублікований в 2007 році, а у 2013 році завершення трилогії MaddAddam.
Річард Метісон у 1954 році написав роман Я — легенда присвячена життю Роберта Невілла, єдиного хто пережив глобальну пандемію, що перетворило населення світу в вампірів і зомбі-подібних істот. Роман був адаптований до фільму три рази:Остання людина на Землі (1964), Людина Омега (1971), і Я — легенда (2007).
Джефф Карлсон написав трилогію романів, починаючи з його дебюту 2007 році Рік Чуми, сучасний трилер про всесвітні нанотехнологічної зарази, що пожирає все теплокровні життя нижче 10000-ї у висоти. Є два продовження: Чума війни і Зона Чуми, де розповідається про процес лікування, що дозволяє повернутися до середовища, яке постраждало від екологічного колапсу через значне зростання комах і рептилій.
Крізь топку і Смерть Куре одні останніх двох романи із серії з трилогії (Бігун у лабіринті), авторства Джеймса Дешнера, де події відбудеться в пост-апокаліптичномих США, у яких велика частина світового населення вмирає від повільно вбиваючого захворювання, викликаного планетарними змінами.
Комікси
Схрещені автора Гарта Енніса — світ знаходиться в пост-апокаліптичному світі, де кілька людей ще залишилося і бореться за виживання від людей, заражених чумою, яка спонукає уражених жертв виконувати свої найзліші помисли. Носії вірусу знані як «Схрещені» через хрестоподібний висип, який з'являється на їхніх обличчях.
Y: Остання людина — серія коміксів автора Браєна К. Вона і Піа Герра — де світ має справу з життям Йорика Брауна і його мавпи Ампесренд після чуми, що знищує всіх, окрім трьох чоловіків на цілій Землі, що залишали всю планету, щоб керувати жінками.
Ходячі мерці — є коміксовою серією від «IC» і була написана Робертом Кіркманом, Тоні Муром, і Чарлі Адлардом. Вона була розпочата в 2003 році і триває досі. Це розповідь про групу людей, які вижили у постапокаліптичному світі. Апокаліпсис в цій серії був викликаний зомбі (так званими «ходячими»), що були уражені невідомим вірусом, який передається через кров та слину. Так називається і серіал The Walking Dead, що є телесеріалом за мотивами цих коміксів.
Телебачення
Ті, що вижили — телесеріал був відзнятий у 1970 році BBC, і був перероблений в 2008 році у серіал присвячений групі британців, що вижили в період після генно-модифікованого вірусу, який вбив 99,9 % населення у світі. Перша серія розповідає безпосередньо про початок пандемії — спалахи грипу, в той час як друга і третя серії концентрували увагу на спроби залишилися в живих людей, які побудували спільноти і встановили контакти з іншими групами.
12 мавп (1995) являє собою науково-фантастичний фільм, який показують залишки людської цивілізації після неконтрольованої пандемії, що стирає 99 % людської популяції. Це напів-римейк фільму «La Jetée» але обидва фільми зосереджені на темі долі людства, розповідаючи про подорожі в часі і контакти з попереднім до апокаліпсису суспільством.
Зомбіленд (2009) являє собою фільм, в якому якась хвороба мутує і перетворює більшість американців (решта світу не згадується) на твариноподібних істот, що жадають людської плоті. Це історія про групу людей, яка намагаються вижити і врятуватися від зомбі.
Відеоігри
Left 4 Dead — серія розповідає про перші дні після спалаху пандемії вірусного штаму, що перетворює більшість населення в зомбі, у диких істот. Ігри засновані на пригодах чотирьох виживших, що намагаються проникнути на конспіративні квартири і знайти військовий порятунок, паралельно рятуючись від атакуючіх орд зомбі.
На PlayStation 3 є «Останній з нас» (2013), де сюжет обертається навколо зони життя мутантного кордицепса — гриба, що поширюється на людей, внаслідок чого захворює суспільство в Сполучених Штатах.
Гидота: Проєкт Немесіс (1999) — відбувається в 1999 році після того, як Сполучені Штати були практично знищені внаслідок смертельної чуми. Хвороба почалася на східному узбережжі, і перейшло до західного узбережжя протягом 72 годин. Останні кілька груп тих, що вижили припинили мовлення після шести днів, і переважна більшість населення країни було знищено. Гравець очолює групу з восьми генетично-змінених суперсолдатів (МП), щоб перемогти зараження глобальної генетичної чуми, яка поволі перетворюється на суперорганізм.

### Відмова від сучасних технологій
У Форстера у 1909 році була написана повість Машина зупиняється, де людство було в підпіллі через несприятливі умови на поверхні Землі, і повністю залежить від «машини», богоподібної механічної особи яка витіснила майже все безкоштовне шляхом надання для людства послуг. Машина гіршає і зрештою зупиняється, закінчуючи життя всіх тих, хто від неї залежить, хоча один з умираючих натякає на групи людей, які вижили на поверхні, які будуть нести смолоскип людства в майбутньому.
У Рене Баржавель у 1943 році був написаний роман Спусошення, написаний і опублікований протягом німецької окупації Франції, майбутня Франція спустошена раптовою відмовою від електроенергії, викликаючи хаос, хвороби і голод, невеликою групою вижили відчайдухи, що борються за виживання.
Чотири десятиліття тому, Стів Баєтт у 1983 році написав роман Аріель (підзаголовок Книга змін) — там люди має всі технології, в тому числі електроенергію, порох, але фізичні принципи перестали функціонувати, в той час як магія стає реальною. Він також написав 1986 році Серія Прикордоннь, яка розповідає про повернення Царства феєричних до світу.
Десять років по тому, С. М. Стьорлінг зробив невелику зміну на цю тему в 2004 році Свої штампи (також підзаголовок «Книги змін», де раптом таємнича всьому світу «зміна» змінює фізичні закони так, що електрику, порох і більшість форм енергії високої щільності технології більше не працюють. Цивілізація руйнується, і дві конкуруючі групи борються, щоб заново створити середньовічні технології та навички, а також магію. Роман Лайка Баетта, особливо Суспільство Стірлінга для творчих членів анахронізму, як доброзичливо живих.
Канал NBC створив серіал революція, де сюжет також обертається навколо «змін», після чого принципи електроенергії та фізики не працюють. Проте, в центрі уваги цієї історії полягає в тому, як група героїв спробувала отримати владу на той час проти зусиль тиранічного лідера міліції.
Вебсеріал 2012Н +:Цифрові серії зображує частково, наслідки такого світу, в якому комп'ютерний вірус, заразив популярний інтерфейсу мозок-комп'ютер убивши одну третину населення, що призвело до розпаду правопорядку та відсутності або дефіциту електроенергії та інших сучасних зручностей.
Afterworld — є комп'ютерною анімацією фантастичний телесеріал про провал сучасної технології.
Інші роботи використовувати Рей Курцвейл. За ідею брали сингулярність, створення розумної машині за допомогою штучного інтелекту, як відправної точки для Апокаліпсису. Харлан Еллісон у розповіді У мене немає рота, а хочеться кричати, опублікований в 1967 році, дії відбуваються після Першої Холодної Війни, де супер-комп'ютер, названий AM (Allied Mastercomputer/Адаптивний Маніпулятор), створений для запуску військового міністерства, стає сором'язливим, і руйнує все, окрім п'яти людських істот. У підземному комплексі люди, що лишилися в живих, в пошуках їжі, в той час долаючи тортури DAM на шляху.
Матриця, автор сценарію і режисер В. Вачовскі — описує майбутнє, в якому штучний інтелект знищив людську цивілізацію, і ті, що залишилися в живих люди, розмістилися в симуляції віртуальної реальності, яка призначена для боротьби на лаврах, використовуючи їх для влади. Значна кількість релігійної іконографії пронизує ряд, в тому числі головного героя, що є алегорією другого пришестя, і назва ролі другого плану, Триніті.
Термінатор серіал описує штучний інтелект, створений урядом США для моніторингу військових систем, для національної оборони. За іронією логіки, Скайнет руйнує цивілізацію, щоб захистити себе від своїх господарів-людей, внаслідок чого виникає глобальна термоядерна війна, а потім винищення людей, що вижили машинами.

### Астрономічний Апокаліпсис
Фіолетова Хмара автора М. П. Шива, опублікована в 1901 році, є роман про «останню людину», в якому велика частина людства була убита отруйною хмарою.
У 1933 році вийшов роман Коли світи зіштовхнулися Філіпа Вайлі і Едвіна Балмера, він описує, що Земля буде знищена блукаючою планетою Бронсон Альфа. Вибрані втекли на космічному кораблі. Надалі, у романі-продовженні Після зіткнення світів, ті, що залишилися в живих почати нове життя на супутнику планети Бронсон Бета, який зайняв орбіту де раніше була Земля.
У 1954 році роман Один з трьох сотень автора Д. Т. Макінтоша, — вчені виявили, як визначити точну хвилину, годину і день коли наше Сонце стане «новою» — і коли це станеться, то випаруються моря Землі, починаючи з півкулі, яка стоїть перед сонцем, і так, як Земля продовжує обертатися, вимирання займе всього 24 години, перш ніж все життя на планеті буде ліквідовано. Супер-урагани і торнадо, за прогнозами будуть усюди. Будівлі будуть знищені. Розгортається робота по будівництві тисячі кораблів з єдиною метою — евакуації на поїздку в один кінець, на Марс. Коли Сонце починає ставати новою, все йде за графіком, але більшість кораблів виявляються дефектними, і втрачають шлях до Марса.
Брайан Олдіс у романі Теплиця (1961) відбувається в далекому майбутньому, де сонце набагато спекотніше і сильніше і людська популяція була скорочена до однієї п'ятої що це було.
Аналогічно Д. Г. Баллард у романі Світ, що потонув (1962), події відбувається після зростання сонячної радіації, яка викликає у всьому світі повені і прискорену мутацію рослин і тварин.
Молот Люцифера автора Джеррі Пурнелла і Ларрі Нівена (1977) написали книгу про катастрофічну комету, що ударила Землю, і різні групи людей, що намагаються вижити після наслідків на півдні Каліфорнії.http://www.sf-encyclopedia.com/entry/post-apocalypse
Франсіс Карсак у книзі Робінзони космосу — описує, як відбувається Всесвітня катастрофа, внаслідок якої відбувається зміщення і переміщення матерії з одних планет на інші. Через це, шматок території франції з гірським селом у Альпах опиняється на іншій планеті, населеній невідомим і небезпечними істотами, у тому числі і розумними. Головні герої змушені змиритися з цим фактом і навчитися жити у цьому новому світі.
Залишки, К. А. Епплгейта, — це книга-серіал 2001–2003 років, що деталізує кінець світу через зіткнення з астероїдом. Перша книга проєкту The Mayflower, — описує Землю в свого роду істерії, як 80 осіб вибираються на борту космічного корабля НАСА, який буде йти в невідомому напрямку від зруйнованої Землі. Пізніші книга описує виживших, що прокинулись від 500-річної сплячки і піддавшись дивним мутаціям і волі ворожого комп'ютера/корабля, де вони приземляються. Зрештою вони повернуться на Землю, щоб знайти пару колоній тих, що вижили і борються на суворій планеті за життя на зовсім інший Землі, яку вони знали.
В ID Software у 2011 році, відеогрі Лють, Земля серйозно пошкоджена, і людство майже знищено, шляхом прямого зіткнення реального астероїда 99942 Апофіс із Землею в 2029 році.
Thaliad автора Марлі Юмансома (2012) написана епічна поема, що розповідає про групу дітей після невстановленого апокаліпсису з неба, можливо, пов'язаного з сонячними спалахами або метеоритом, внаслідок чого люди і тварини були спалені і небеса наповнені попелу. Діти вижити тільки тому, що вони були разом на шкільній екскурсії в печері.

### Прибульці
Франсіс Карсак у творі «Втеча Землі» (1960), — описав події, що відбуваються у далекому майбутньому через людину, свідомість якої, — була перекинута у часі в майбутнє і назад. Людство пережило декілька апокаліпсисів, нашесть прибульців, а згодом і смерть Сонця, через яке Земля і Венера за допомогою людей були виведені з Орбіти Сонячної системи у пошуках нового дому для людства.
Туманністю нагороджена повість Screwfly Decision (1977) автора «Раккоона Шелдона» (псевдонім Аліса Шелдон), — інопланетяни знищують людство з борту корабля-шпигуна, який змінює чоловічий статевий імпульс на смертельний.
У книзі Urth new sun авторства Джина Вулфа (1987), інопланетяни (або високо розвинені люди) створили білу діру на сонці, щоб протидіяти затемненню його чорною дірою, і в результаті глобальне потепління викликає підвищення рівня моря, яке вбиває більшість населення (хоча це може бути інтерпретоване, як Ноїв потоп, а не стихійне лихо).
У книзі Кузня Бога письменника Грега Біра (1987), Земля буде знищена атаками прибульців. Незадовго до цього, інша група прибульців зберегла зразки біосфери і невелику кількість людей, переселивши їх на Марс. Деякі з них утворюють екіпаж судна, щоб дізнатися про домашній світ вбивць, які описані надалі продовженні книги — Ковадло Зірки (1992).
Moonbane Аль Саррантоніо (1989) стосується походження перевертнів (Місяць, і саме тому вони так приваблюються до нього), і вторгнення після вибуху на Місяці, що посилає метеоритні фрагменти, що містять приховані лікантропи до Землі, які процвітають в багатій киснем атмосфері нашої планети. Стиль написання нагадує Уельса Війну світів.
The Killing Starавтора Чарльза Пеллегріно і Джорджа Зебровски (1995) описує руйнівний напад на Землі пізніше 21-го століття інопланетною цивілізацією. Використання релятивістських ракет, що сповнені рішучості знищити людську расу в попереджувального удару, бо вони вважаються загрозою майбутнього.
Небеса, що падають автора Роберта Родата і Стівена Спілберга є серіалом, 2011 року, яке розповідає про людську силу опору боротьби, щоб вижити після того, як позаземні прибульці намагаються захопити Землю.
Дуглас Адамс у Путівник по Галактиці серії книг (1979–2009, з шостим і кінцевим обсягом написаного Еоіном Колфером) — пародія жанру художньої літератури через наявність декількох Земель, що неодноразово зруйновані бюрократичними воганами, на превеликий жаль головного героя Артура Дента.
Defiance — історія про Землю, спустошену «блідою війною», війна з семи інопланетних рас, згаданих як «Вотана», з наступним «Arkfalls», які терраформували Землю майже до невпізнанності. На відміну від більшості апокаліптичних творів, Земля не негостинна, і людство не стоїть на межі вимирання. Однак, це зовсім не та Земля до якої ми звикли.

### Затишна катастрофа
«Затишна катастрофа» — це назва, дана до стилю постапокаліптичної фантастики, яка була особливо поширена після Другої світової війни серед англійських фантастів-письменників. «Затишна катастрофа», як правило, та, в якій цивілізація (яку ми її знаємо) добігає кінця, і всі вбиті, окрім головних героїв, які виживають практично без втрат, а потім звільнені від попередніх обмежень цивілізації. Термін був придуманий Браяном Олдіссом у Мільярд років Шпрее: історія наукової фантастики (1973). Олдісс цитував свої зауваження на англійського письменника Джона Вундхама, особливо на його роман День тріффідів, чиї герої змогли користуватися благами цивілізації і безбідно існуванувати з невеликими труднощами чи небезпеками, попри вимирання суспільства.
У каталонського автора Мануеля де Педроло був написаний роман Mecanoscrit del Segon Origen (Машинопис Другого покоління), опублікований в 1974 році. Там, двоє дітей випадково вижили у голокості, що викорінює все живе на Землі. Вони беруть на себе місію збереження людської культури і заселення Землі.

### Екологічна катастрофа
У творі Адам і Єва Ні (1941), оповіданні Альфреда Бестера, винахідник злітає в ракеті, у якій використовується небезпечний каталізатор. З орбіти він бачить, що весь світ був зруйнований внаслідок цієї реакції, викликаної каталізатором. Смертельно поранений в аварійній посадці, він повзе до моря, щоб бактерії з його тіла могли ініціювати нове життя на Землі.
У романі Смерть трави (1956), Джон Крістофер, пише про мутований вірус, що вбиває зернові культури та інші трави по всій Євразії, викликаючи глобальний голод.
У книзі Колиска для кішки автора Курта Веннегута (1963), пише про закінчення у всіх водоймах рідкої води, що перетворюються на «лід 9,» вигадану Фазу льоду, яка утворюється при кімнатній температурі.
У творі Спалений світ автора Д. Г. Балларда (1964, перероблено в Посуха в 1965 році), забруднення в океанах створює поверхневий шар, який чинить опір випаровуванню, внаслідок чого виникає всесвітня посуха.
У книзі Вівці дивіться вище письменника Джона Браннера, опублікованій в 1972 році, описується екологічно деградованих світ, що швидко руйнується, перетворюючись на соціальний хаос, революції та суцільну анархію.
Річард Каупер у тритомному романі Білий птах спорідненості (1978-82) передбачає майбутнє, в якому антропогенне глобальне потепління, викликає парниковий ефект, що призводить до катастрофічного підвищення рівня моря. Більшість з історій відбувається за два тисячоліття до нас.
Твір Завжди повертайтесь додому письменниці Урсули Ле Гуїн (1985) описує, що відбудеться невдовзі в усьому світі після лих, мабуть спричинених великою мірою екологічними наслідками життєдіяльності людства чи, можливо, ядерною війною, що може також брати участь у різкому скороченні населення. Автор малює милу картину первісного суспільства, яке не повторюватиме помилок попередньої цивілізації. Твір виграв Премію Джанет Хейдінгер Кафка і був номінований для Національною книжковою премією.
У 2004 році фільм Післязавтра, у якому екстремальні погодні явища, викликані зміною клімату посилається на масове знищення по всій планеті, і в кінцевому підсумку призводить до нового льодовикового періоду.

### Після нафтового колапсу
Джеймс Ховард Канстлер у 2008 році, в романі Всесвіт зроблений вручну, уявляє життя в північній частині штату Нью-Йорк після зниження світових поставок нафти де хаос та крах американської економіки, і люди і суспільство змушені пристосуватися до повсякденного життя без дешевої нафти. Канстлер написав роман в 2010 році як продовження, під назвою Відьма з Хеврона.
Канадський письменник Дуглас Коупленд написав книгу у 2010 році Player One про чотири людини, які знайшли притулок в Торонто, в барі аеропорту, в той час як ряд катастрофічних подій відбуваються за межами цього бару.
Last Light і його продовження Afterlight автора Алекса Скворроу оповідають падіння британської цивілізації після війни на Близькому Сході, що знищує більшість запасів нафти Землі.
1979 року вийшов культовим фільм Шалений Макс, Режисер Джордж Міллер, де являє собою світ, в якому нафтові ресурси були майже вичерпані. Це призвело до постійного браку енергії і порушення законності і правопорядку. Поліція билася зі злочинними бандами байкерів, а кінцевим результатом є повний розвал сучасного суспільства, як зображено у сіквелі фільму Шалений Макс 2 і Шалений Макс: Під куполом грому, і приквел фільму Божевільний Макс: лють Доріг.

### Інші твори
У повісті Айн Ренд Гімн (1938 рік) суспільство вступило майже у середньовічний стан після нового уряду, що забороняє будь-який вид індивідуальної думки, навіть заборонивши слово «Я».
В оповіданні Артура Кларка Дев'ять мільярдів імен Бога (1953 рік), біди людей закінчується, коли тибетські монахи (використовуючи спеціально створювану комп'ютерну програму) обробили всі дев'ять мільярдів можливих імен Бога. Історія виграла ретроспективну Уго.
День, коли Земля запалала (1961) — фільм по Валу Гесту про Землю викинуту зі своєї орбіти навколо Сонця надмірним ядерних випробуванням. Там змальована картина суспільства, що готова повірити, що люди можуть знищити планету, сподіваючись, що наука може виправити те, що людський рід порушив, але змирилися з можливістю незворотної загибелі.
Джон Краулі у 1979 році в романі Двигун Літа, де події відбувається, можливо, через тисячу років після «Бурі» (не пізніше), зруйновані усі промислові цивілізації. Ті культури, що вижили, здається, (під впливом 1960-х і 1970-х років на автора) є контркультурними.
Кормак Маккарті у творі Дорога (2006), де події розгортається через кілька років після того, як невстановлений катаклізм, який змушує батька і сина постійно шукати виживання. Цей твір був адаптований у фільм в 2009 році.
Джеймс Уеслі Ревлес Ті, що вижили: роман Грядущий крах (2011) — являє собою роман про одночасні глобальний економічний крах, і фокусується на боротьбі великих персонажів, які борються, щоб вижити після того, що називають «Кранч». Він охоплює як події напередодні економічного краху, а також через кілька років після аварії.
Роберт Рід у розповіді Труна (2010) сюжет має справу з більшою частиною населення розвинених країн світу, що вмирає після програми масової вакцинації, в якій вакцини були цілеспрямовано зіпсовані. Ті, що залишилися в живих, які не були вакциновані, часто з релігійних міркувань, та їхні нащадки. Більшість країн, що розвиваються не отримують вакцину, і десятиліття по тому, велика кількість її біженців, прибувають до межі Північної Америки та інших розвинених країн. Головний герой виживає, у катастрофі ще молодим хлопчиком і має за щастя зіткнутися з літнім вченим і його фанатичних молодих членів сім'ї.
В Ubisoft у 2012 відеогрі I Am Alive, Америка пережила потужний землетрус, який знищив більшість міст і районів. У зв'язку з пошкодженням після, багато людей змушені жити без ресурсів, внаслідок чого громадяни збунтувалися, стали жорстокими, і грізними, перетворюючись їх на диких мисливців.
Багато хард-метал і панк-рок груп мають пост-апокаліптичні теми у своїх текстах і образах. Перетинаються з цими темами: Inepsy, Токсичний Голокост, Nuclear Assault, Содом і на початку творчого шляху Вбивця.
Кліп на пісню Це корозії гурту Сестри милосердя відбувається в апокаліптичній обстановці майбутнього.

## У популярній культурі
Пісня REM, «Це Кінець Світу, як воно є (And I Feel Fine)» (1987), є гумористичним описом апокаліпсису невизначеного характеру; Однак, пісня містить у собі посилання на «захват».

## Класика ПА
- Мері Шеллі — «Остання людина» (роман)
- Едгар Аллан По — «Розмова Ейрос і Чарміон» (розповідь)
- Річард Джеффріс[en] — «Після Лондону»
- Михайло Булгаков — «Адам і Єва» (п'єса)
- Артур Конан Дойль — «Отруєний пояс» (повість)
- Джек Лондон — «Багряна чума»[4] (роман)
- Робер Мерль — «Мальвіль» (роман)
- Герберт Веллс — «Машина часу», «Війна світів», «Війна у повітрі», «Світ звільнений», «Форма прийдешнього» (романи)
- Карел Чапек — «Війна з саламандрами», «Фабрика абсолюту», п'єси «РУР — Россумські універсальні роботи» і «Біла пошесть»,
- Франсіс Карсак — «Втеча Землі» та «Робінзони космосу» — події відбуваються дуже в далекому майбутньому.

## Сучасні твори
- Пол Андерсон, — «Смерковий світ»
- Марек Баранецький «Голова Кассандри»
- Олександр Бачило, — «Допомогти можна живим»
- Девід Брін, — «Листоноша [Архівовано 14 лютого 2008 у Wayback Machine.]»
- Альфред Ван Вогт, — «Чудовисько [Архівовано 18 лютого 2008 у Wayback Machine.]»
- Вернор Віндж, — цикл «Крізь час [Архівовано 19 лютого 2008 у Wayback Machine.]»
- Курт Воннегут, — «Галапагоси», «Колиска для кішки»
- Гаррі Гаррісон, — «День після кінця світу [Архівовано 29 листопада 2007 у Wayback Machine.]» — іронічна фантастика.
- Дмитро Глуховський, — «Метро 2033 [Архівовано 25 лютого 2008 у Wayback Machine.]» (повна версія тут [Архівовано 30 липня 2013 у Wayback Machine.])
- Ів Дермез, — «Хлопчик»
- Дафна дю Мор'є, — «Птахи [Архівовано 11 січня 2008 у Wayback Machine.]»
- Філіп Дік, — «Друга модель [Архівовано 21 лютого 2008 у Wayback Machine.]», «Доктор Бладмані»
- Вадим Єловєєнко, — «Ми сили»
- Генрі Каттнер, — «Найкраща пора року [Архівовано 25 лютого 2008 у Wayback Machine.]»
- Комацу Сакьо, — «Загибель Дракона»
- Стерлінг Ланьє, — «Подорож Ієро», «Ієро не дають спокою»
- Станіслав Лем, — «Щоденник, знайдений у ванні» [Архівовано 17 грудня 2007 у Wayback Machine.], Футурологічний конгрес
- Дональд Макквін, — «Воїн», «Відьма», «Мандрівник» (трилогія)
- Волтер Міллер, — «Пристрасті по Лейбовіцу»
- Андре Нортон, — «Світанок 2050 року»
- Олексій Пехов і Андрій Егоров, — «Останній заповіт»
- Фредерік Пів, «Фермі і холоднеча»
- В'ячеслав Рибаков, — «Перший день порятунку» «Зима», «Носій культури» [Архівовано 12 січня 2008 у Wayback Machine.]
- Брати Стругацькі, — «Пікник на узбіччі», «За мільярд років до кінця світу [Архівовано 15 лютого 2008 у Wayback Machine.]», «Жилий острів»
- Джордж Стюарт, — «Земля без людей [Архівовано 1 лютого 2008 у Wayback Machine.]»
- Волтер Тівіс, — «Нові вимірювання»
- Тетяна Толстая, — «Кись»
- Роберт Гайнлайн, — «Вільне володіння Фарнхема»
- Зеб Шиллікот, — «Хижак Джаг», «Нашийник ганьби», «Кістяне плем'я», «Сталеве місто» «Екстермінатори»
- Невіл Шут, — «На останньому березі»
- Роджер Желязни, — «Долина проклять [Архівовано 16 лютого 2008 у Wayback Machine.]»
- Анджей Зем'янський, — «Автобан нах Познань [Архівовано 12 січня 2008 у Wayback Machine.]»
- Річард Метісон, — «Я — легенда (Останній) [Архівовано 9 лютого 2010 у Wayback Machine.]»
- Орсон Скотт Кард, — «На захід», «Роботи по порятунку майна», «На краю пустелі», «Фургон бродячих комедіантів», «Америка»
- Федір Крашенников «Після Росії»

У 2017 році світ побачила збірка малої прози «Український постапокаліпсис», яку підготував та виготовив Державний науково-технічний центр з ядерної та радіаційної безпеки (ДНТЦ ЯРБ) за текстами однойменного конкурсу [Архівовано 5 травня 2018 у Wayback Machine.].

## Кінематограф

### 1936
- Прийдешне (США)

### 1939
- Мир на Землі (США)

### 1954
- Годзілла (яп. Gojira, Японія)

### 1961
- День, коли Земля загорілася (англ. The Day the Earth on fire, США)

### 1962
- La Jetée (Франція)

### 1964
- Остання людина на Землі (англ. The Last Man on Earth, США)

### 1965
- Військова гра (англ. War Game, Англія)

### 1970
- Ті, що вижили (1970—1975, Англія)

### 1971
- Людина Омега (англ. Omega Man)

### 1978
- Конан — Хлопчик з майбутнього (англ. Future Boy Conan, Японія)

### 1981
- Шалений Макс 1, 2, 3 (англ. Mad Max Австралія)

### 1983
- Післязавтра (США)
- Остання битва (Le dernier combat (The Last Battle), Франція)

### 1984
- Термінатор 1, 2, 3 (1983, 1991, 1996, 2003США)

### 1985
- Мисливець на Вампірів Ді (Японія)

### 1988
- Сіндзюку — місто демонів (англ. Shinjuku - a city of devils, Японія)

1989
«Кров героїв» (англ. The Blood of Heroes)

### 1995
- Водний світ (англ. Waterworld, США)
- Смертельний вірус (англ. Terminal Virus, США)

### 1996
- 12 мавп (США)

### 1997
- Листоноша (англ. The Postman, США)

### 1998
- Trigun (Аніме, Японія)
- Євангеліон (англ. Evangelion, Аніме, 1998—2009, Японія)

### 1999
- Матриця (англ. Matrix, США)
- Двохсотлітня людина (англ. Bicentennial Man, США)
- Грозове каміння (англ. Stormy stones, Австралія)
- Плем'я (1999—2003 Нова Зеландія)

### 2000
- Поле битви — Земля (англ. Battlefield - Land, США)

### 2002
- 28 днів потому (англ. 28 days later, Англія)
- Трагедія месника (англ. Revengers Tragedy, Англія)
- Машина часу (англ. The Time Machine, США)

### 2003
- Дивовижні дні — мультфільм 2003 року виробництва Південної Кореї.

### 2004
- Яблучне зернятко (Аніме, Японія)
- Післязавтра (США)

### 2006
- Біля твоїх дверей (англ. Right at Your Door; США)
- Дев'ять десятих (англ. 9/tenths; США)
- Пляжна вечірка на порозі Пекла (англ. The Beach Party at the Threshold of Hell; США)
- Дитя людське (англ. Children of Men; Англія/США/Японія)
- Єрихон (телевізійний серіал) (англ. Jericho; 20 вересня 2006, США; телесеріал)
- Виток (англ. Origin: Spirits of the Past, 2006, Японія)

### 2007
- Я — Легенда (2007) (англ. I Am Legend; США)
- Оселя зла 2, 3, 4 (англ. Resident Evil: Extinction; Німеччина/США/Франція/Англія/Австралія)
- 28 тижнів потому (англ. 28 Weeks Later; Англія)
- Останній вартовий (англ. The Last Sentinel; США)
- Я — Омега (англ. I am Omega; США)
- Афросамурай (англ. Afrosamuraya, Аніме, Японія)
- Майстри наукової фантастики: Ідеальна втеча (англ. Masters of Science Fiction: A Clean Escape; США; епізод телесеріалу)

### 2008
- Сліпота (англ. Blindness, США)
- 20 років потому (англ. 20 years later, США)
- Ті, що вижили (англ. Survivors, 2008—2010, Англія)
- Гріхи Кассян (англ. Casshern Sins, 2008—2009, Японія)
- Судний день — постапокаліптичний трилер 2008 року виробництва Шотландії та Англії.
- Місто Ембер (англ. City of Ember, США)

### 2009
- Король тернів (англ. King of thorns, Аніме, Японія)
- Життя після людей (англ. Life After People, 2009—2011)
- Дорога (англ. The Road, США)
- Ходячі мерці (англ. The Walking Dead, США)

### 2010
- Книга Ілая (англ. The Book of Eli, США)
- Ядерна родина (англ. Nuclear Family, США)
- Останні сім (англ. The Last Seven, Англія)
- Воїн доріг (англ. Downstream, США)
- Ізгої (англ. Outcasts, 2010—2011, Англія)

### 2011
- Зомбі Апокаліпсис (англ. Zombie Apocalypse, США)
- 2016: Кінець ночі (англ. Hell, Німеччина, Швейцарія)
- Терра Нова (англ. Terra Nova, Австралія)
- Небеса, що падають (англ. Falling Skies, США)
- Розділювач (англ. The Divide), Німеччина, США, Канада

### 2012
- 2012 (США)
- Батарейка (англ. The Battery, США)
- Мертвий сезон (англ. Dead Season, США)
- Революція (англ. Revolution, США)
- Ядерна родина (англ. Nuclear Family, США)

### 2013
- День Дракона (англ. Dragon Day, США)
- Зомбіленд (англ. Zombieland, США)
- Колонія (англ. The Colony, Канада)
- Тепло наших тіл (англ. Warm Bodies, США)
- Війна світів Z (англ. World War Z, США)
- Крізь сніг (англ. Snowpiercer, кор. 설국열차; Франція і Південна Корея)
- Мертві 2: Індія (англ. The Dead 2: India, Англія)

### 2014
- Сотня (англ. The Hundred, США)
- Люди Х: Дні минулого майбутнього (англ. X Men: Days of future past, США)
- Ніндзя апокаліпсісу (англ. Ninja Apocalypse, 2014, США, Японія)
- Дивергент (англ. Divergent, 2014, США)